# Breite Straße 6 (Wernigerode)

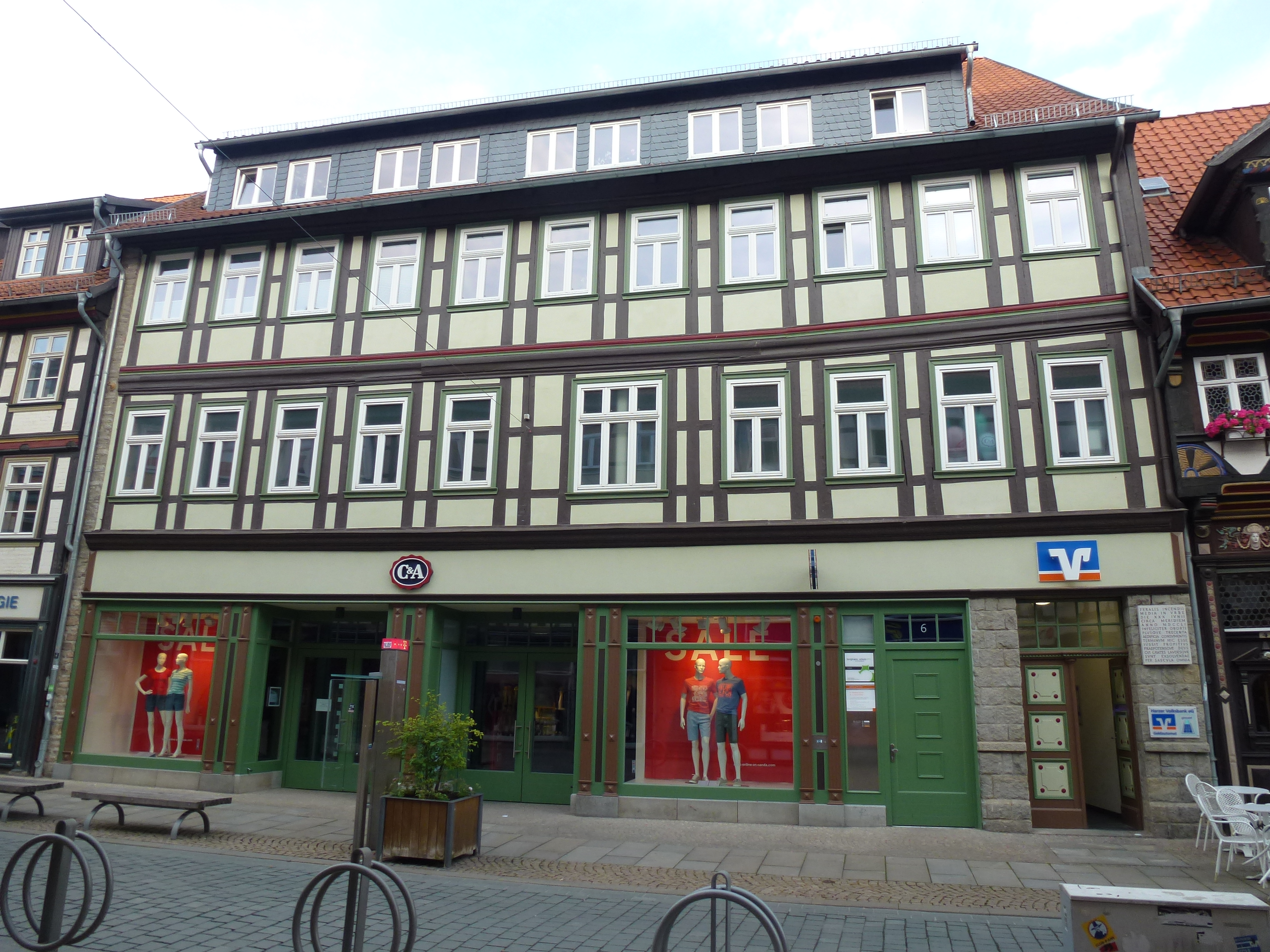
Wohn- und Geschäftshaus Breite Straße 6 in Wernigerode

Das Haus Breite Straße 6 ist ein denkmalgeschütztes Haus in Wernigerode im Landkreis Harz in Sachsen-Anhalt. Das Wohn- und Geschäftshaus beherbergt heute im Erdgeschoss ein Geschäft, den Bankautomat einer Bankfiliale, die hier lange Zeit ihren Sitz hatte, eine Zahnarztpraxis, eine Rechtsanwaltskanzlei sowie Wohnungen.

## Architektur und Geschichte
Das Gebäude befindet sich auf der Breiten Straße, einer der Hauptgeschäftsstraßen der Stadt. Es handelt sich um ein viergeschossiges Gebäude hauptsächlich aus dem 19. Jahrhundert, das nach mehreren Stadtbränden, insbesondere dem von 1851 in großen Teilen neu errichtet wurde. Das zur Straßenseite gelegene Hauptgebäude wurde mit funktionellem, einfachem Fachwerk wiederaufgebaut. Das Dachgeschoss wurde ebenfalls ausgebaut und mit einer Fensterfront in Richtung Breite Straße versehen. An beiden Seiten des Gebäudes zu den Nachbargrundstücken befinden sich steinerne Brandmauern. Die rechte Brandmauer trägt eine Gedenktafel, dass hier die Flammen des Stadtbrandes gestoppt werden konnten. Auf dem Grundstück befand sich einst eine steinerne Kemenate als brandsichere Aufbewahrungsstätte.
Das Erdgeschoss des Gebäudes wurde komplett für den Publikumsverkehr ausgebaut, es besaß zuvor keine Schaufenster. Unmittelbar neben dem Haus befindet sich das Café Wien aus dem Jahre 1583.
In den Jahren 1895/96 befand sich das Haus im Besitz des Kaufmanns Georg Schulz.
Im örtlichen Denkmalverzeichnis ist das Haus als Baudenkmal unter der Erfassungsnummer 094 25061 verzeichnet.